# Jegorje (obwód wołogodzki)
Jegorje (ros. Егорье) – wieś w Rosji, w rejonie mieżdurieczeńskim obwodu wołogodzkiego. W 2002 r. liczyła 4 mieszkańców, a w 2010 r. była niezamieszkana.